# Leasowe Castle
Die Leasowe Castle war ein 1917 in Dienst gestelltes Dampfschiff der britischen Reederei Union-Castle Line, das im Ersten Weltkrieg nicht als Passagierschiff genutzt werden konnte. Sie wurde gleich nach der Fertigstellung als Truppentransporter eingesetzt und sank am 27. Mai 1918 nach der Torpedierung durch ein deutsches U-Boot, wobei 101 Menschen ums Leben kamen.

## Das Schiff
Das 9737 BRT/5381 NRT große Dampfschiff wurde für die griechische Reederei National Steam Navigation Company auf Kiel gelegt und lief am 16. März 1915 als Vasilissa Sofia vom Stapel (Baunummer 806, Registrierungsnummer 140272). Das 148,9 Meter lange und 17,7 Meter breite Schiff wurde auf der Werft Cammell, Laird & Company im englischen Birkenhead gebaut. Die National Steam Navigation Company war 1908 gegründet worden und betrieb einen Passagierverkehr von griechischen Häfen nach New York. Sie war ein Teil des Konzerns Emiricos Bros., dem noch andere Reedereien gehörten.
Der Dampfer war mit Vierfachexpansions-Dampfmaschinen ausgestattet, die 1759 PS (6500 PSi) leisteten und eine Höchstgeschwindigkeit von 17 Knoten ermöglichten. Er hatte einen Schornstein, zwei Masten und zwei Schrauben. Die fertige Vasilissa Sofia wurde von der Bauwerft im September 1915 aufgelegt und kam nicht in den Dienst der Reederei. Im selben Jahr wurde mit der Byrom Steamship Company ein britischer Ableger der National Steam Navigation Company gegründet und die Vasilissa Sofia sollte diesem neuen Unternehmen zugeführt werden.
Im März 1917 wurde das Schiff jedoch im Rahmen des Liner Acquisition Scheme (Dampferanschaffungsprogramm) von der britischen Regierung als Truppentransporter angefordert und als Leasowe Castle unter das Management der Union-Castle Line gestellt. Namenspatron war das Schloss Leasowe Castle bei Moreton (Merseyside) aus dem späten 16. Jahrhundert. Das Schiff wurde aber nie von der Reederei genutzt. Es wurde gleich nach der Übernahme bewaffnet und als Truppentransporter zwischen Alexandria und Marseille eingesetzt.
Am 20. April 1917 wurde die Leasowe Castle 90 Meilen nordwestlich von Gibraltar unter dem Kommando von Kapitän H. B. Harvey von dem deutschen U-Boot U 35 (Kapitänleutnant Lothar von Arnauld de la Perière) torpediert. Dabei verlor das Schiff sein Ruder, konnte aber den Hafen von Gibraltar anlaufen. Es gab keine Todesopfer.

## Versenkung
Am Abend des 27. Mai 1918 kam es zu einem folgenschwereren Angriff. 104 Meilen nordnordwestlich von Alexandria wurde die Leasowe Castle um 23.25 Uhr auf den Koordinaten 31° 30′ N, 27° 56′ O von dem deutschen U-Boot UB 51 (Kapitänleutnant Ernst Krafft) torpediert. Sie befand sich mit 2900 Soldaten und ihrer Mannschaft auf einer Fahrt von Alexandria nach Marseille. An Bord waren Mitglieder des Regiments The Warwickshire Yeomanry, der South Nottinghamshire Hussars, der Royal Buckinghamshire Yeomanry und des Royal Berkshire Regiments.
Der Torpedo schlug etwa mittschiffs unterhalb des Schornsteins ein. Die Maschinen standen fast augenblicklich still und das getroffene Schiff begann, auf ebenem Kiel über das Heck zu sinken. Soldaten, denen Kojen in den unteren Decks zugeteilt worden waren, waren dazu angehalten worden, an Deck zu schlafen, um in einem Notfall so schnell wie möglich an ihren Bootsstationen sein zu können. Dies zahlte sich aus, da die Rettungsboote schnell zu Wasser gelassen werden konnten. Soldaten ließen sich an Seilen in die herunter gelassenen Boote hinab, während an Deck weitere bemannt wurden.
Nachdem alle noch verfügbaren Rettungsboote (einige waren durch die Torpedoexplosion aus ihren Halterungen gerissen und beschädigt worden) im Wasser waren, waren immer noch etwa 800 bis 1000 Männer auf dem Schiff. Einige Boote kamen längsseits und nahmen weitere Männer auf, andere wurden von dem japanischen Zerstörer Katsura und der Sloop Lily übernommen. Gegen 02.00 Uhr morgens sank die Leasowe Castle mit dem Heck voran. Zu dem Zeitpunkt waren noch etwa 150 Menschen auf dem Schiff, hauptsächlich auf dem Vorderdeck.
92 Soldaten und neun Besatzungsmitglieder kamen bei der Versenkung ums Leben, darunter auch der Kapitän, Edward J. Holl, ein Träger der Auszeichnung Distinguished Service Cross. Keiner der Toten wurde danach geborgen.